# Sonatina
La sonatina è una forma di composizione musicale che indica letteralmente una piccola sonata. Questo termine non ha di per sé un significato rigoroso, ma è piuttosto applicato dal compositore ad un pezzo che conserva nella sua struttura la "forma-sonata" in maniera tecnicamente più elementare, meno impegnata formalmente e di minori dimensioni sotto un profilo temporale.
Questo appellativo ha incominciato ad essere utilizzato non prima del XVIII secolo; infatti una delle prime testimonianze che abbiamo circa la sua comparsa già in epoca tardo-Barocca, la rintracciamo per esempio nell'omonimo titolo di una composizione clavicembalistica attribuita a Georg Friedrich Händel e di una serie di composizioni pianistica di Muzio Clementi, le 12 Sonatine per Pianoforte. Vi sono poi alcune composizioni, come le Sonate op.49 n.1 e n.2 di Ludwig van Beethoven, intitolate "Deux Sonates faciles pour le Pianoforte" (due sonate facili per pianoforte), impropriamente definite "sonatine" vista la struttura tecnica e formale, nonostante il compositore non le abbia private dell'appellativo, forse più nobilitante, di "sonate". Il termine sonatina non viene adoperato esclusivamente per designare realizzazioni per strumenti a tastiera, ma molti musicisti, in periodi diversi in termini storici, lo citano anche per strumenti di altro genere, fra i quali: Antonín Dvořák (Sonatina in sol maggiore per violino e pianoforte op. 100), Malcolm Arnold (Sonatina per clarinetto) o Pierre Boulez (sonatina per flauto e pianoforte).
Molti celebri compositori, soprattutto appartenenti al periodo classico, dal quale derivano le prime testimonianze del genere, ne hanno lasciato numerosi noti esemplari, specie finalizzati a scopi didattici e formativi. Nell'immaginario le "Sei Sonatine per Pianoforte, op. 36" di Muzio Clementi, le sonatine op. 55 ed op. 88 di Friedrich Kuhlau ed op. 151 e 168 di Anton Diabelli sono divenute per antonomasia l'emblema della musica per principianti. Per questa ragione la sonatina, in quanto genere a sé stante, si contraddistingue per via delle sue esemplificative peculiarità tecniche e per le sue finalità meramente formative dalle forme ad essa similari. Ciò è stato realizzato soprattutto smussando alcuni caratteri della sonata propriamente detta, quali la lunghezza, la difficoltà tecnica e un tono meno grave. Essa rispecchia la tradizionale "forma sonata" in maniera sensibilmente abbreviata, talora minimizzando lo sviluppo del tema; l'esposizione è seguita da un ponte tematico che riconduce ad una ricapitolazione del tema originario. I movimenti successivi, al massimo due, di solito sono appartenenti alle forme più comuni del tempo: un minuetto o uno scherzo, una lenta variazione su tema, oppure un rondò.
Anche fra i moderni compositori la sonatina è una forma musicale molto consolidata, fra esse ricordiamo: la Sonatine di Maurice Ravel (1903-1905), le Sei Sonatine di Ferruccio Busoni (1910-1921), la Sonatina su temi rumeni di Béla Bartók (1915), la spiritosa Sonatine bureaucratique di Erik Satie del 1917.

## Celebri compositori di sonatine per pianoforte
- Béla Bartók
- Ludwig van Beethoven
- Ferruccio Busoni
- Muzio Clementi
- Anton Diabelli
- Jan Ladislav Dussek
- Stephen Heller
- Aram Khachaturian
- Friedrich Kuhlau
- Heinrich Lichner
- Frank Lynes
- Maurice Ravel
- Jean Sibelius
- Fritz Spindler
- Luigi Dallapiccola